# Thorwald Olsson
Stig Thorwald Olsson, född 11 april 1942 i Gunnarskogs församling, död 28 februari 2023 i Arvika, var en svensk journalist och författare. Han började på Nya Wermlands-Tidningen i Karlstad men kom 1963 till Dagens Nyheter, där han arbetade som sportreporter 1964–1979 och som allmänreporter till 1988. År 1985 var Olsson vikarie som tidningens USA-korrespondent i Washington, D.C.. Olsson ledde också ett internt informationsarbete, dokumenterat i skriften Att våga vinna.